# La Bretenière (Doubs)
La Bretenière is een gemeente in het Franse departement Doubs (regio Bourgogne-Franche-Comté) en telt 64 inwoners (2009). De plaats maakt deel uit van het arrondissement Besançon.

## Geografie
De oppervlakte van La Bretenière bedraagt 4,3 km², de bevolkingsdichtheid is dus 14,9 inwoners per km².

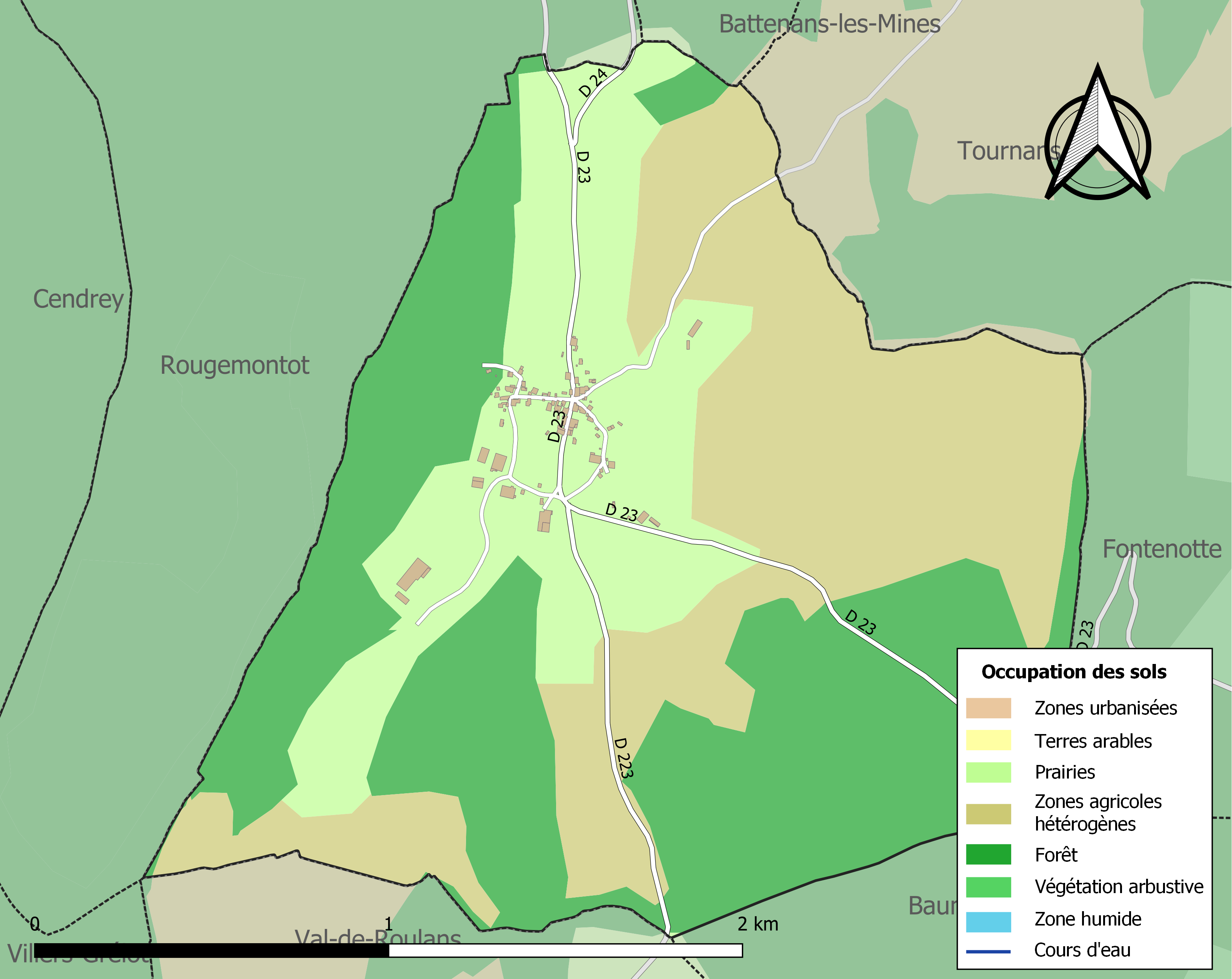
Kaart van de gemeente met de belangrijkste infrastructuur, bodemgebruik en omliggende gemeenten

## Demografie
Onderstaande figuur toont het verloop van het inwonertal (bron: INSEE-tellingen).